# Timandra roseata
Timandra roseata là một loài bướm đêm trong họ Geometridae.